# Oglasa dufayi
Oglasa dufayi là một loài bướm đêm trong họ Noctuidae.